# Гринбуш (город, Миннесота)
Гринбуш (англ. Greenbush) — город в округе Розо, штат Миннесота, США. На площади 3,8 км² (3,8 км² — суша, водоёмов нет), согласно переписи 2002 года, проживают 784 человека. Плотность населения составляет 206,4 чел./км².
- Телефонный код города — 218
- Почтовый индекс — 56726
- FIPS-код города — 27-25604[1]
- GNIS-идентификатор — 0644432[2]